# Freddie Thomas
Pour les articles homonymes, voir Thomas (nom de famille).

a Compétitions nationales et continentales officielles uniquement.

b Matchs officiels uniquement.
Dernière mise à jour le 2 février 2025.
Freddie Thomas, né le 9 novembre 2001 à Gloucester (Angleterre), est un joueur international gallois de rugby à XV, qui possède également la nationalité sportive anglaise. Il évolue aux postes de deuxième ligne ou de troisième ligne aile à Gloucester Rugby.

## Biographie
Freddie Thomas est d'origine galloise du côté paternel de sa famille, son grand-père étant de Dolgellau et sa grand-mère de Swansea.
Thomas commence la pratique du rugby à XV au Bredon Star RFC où son père est entraîneur. Il rejoint ensuite Gloucester Rugby dans la catégorie des moins de 13 ans. Freddie Thomas est international anglais des moins de 18 et des moins de 20 ans. Il dispute notamment le Tournoi des Six Nations des moins de 20 ans 2021, au cours duquel il joue deux rencontres et remporte le Grand Chelem.
Le 13 décembre 2020, Thomas dispute son premier match avec Gloucester Rugby sur le terrain du Lyon OU en Coupe d'Europe. Cette même saison, il joue son premier match de Championnat d'Angleterre contre les Harlequins le 20 mars 2021.
Au cours de la saison 2024-2025, Thomas prolonge son contrat avec Gloucester Rugby. En octobre 2024, il est convoqué pour la première fois en équipe du pays de Galles, en vertu de ses origines galloises. Il honore sa première cape le 23 novembre 2024 face à l'Afrique du Sud. En janvier 2025, il est sélectionné pour disputer le Tournoi des Six Nations.